# Lophuromys nudicaudus
Lophuromys nudicaudus es una especie de roedor de la familia Muridae.

## Distribución geográfica
Se encuentra en Camerún República Centroafricana, República del Congo, República Democrática del Congo Guinea Ecuatorial y Gabón.

## Hábitat
Su hábitat natural son: los bosques subtropicales o tropicales,húmedos de baja altitud.